# Enemy of God
Albums de Kreator
Violent Revolution
(2001) Hordes of Chaos
(2009)
Enemy Of God est un album du groupe de thrash metal Kreator paru en 2005.

## Titres
1. Enemy Of God - (5:43)
2. Impossible Brutality - (4:30)
3. Suicide Terrorist - (3:28)
4. World Anarchy - (3:55)
5. Dystopia - (3:41)
6. Voices Of The Dead - (4:33)
7. Murder Fantasies - (4:50)
8. When Death Takes It's Dominion - (5:38)
9. One Evil Comes - A Million Follow - (3:19)
10. Dying Race Apocalypse - (4:40)
11. Under A Total Blackened Sky - (4:28)
12. The Ancient Plague - (6:58)

## Musiciens
- Mille Petrozza - Chant, guitare
- Sami Yli-Sirniö - Guitare
- Christian Geisler - Basse
- Jurgen "Ventor" Reil - Batterie